# Eerste divisie (mannenhandbal) 1989/90
De eerste divisie is de op een na hoogste afdeling van het Nederlandse handbal bij de heren op landelijk niveau. In het seizoen 1989/1990 werden OSC en Tongelre kampioen en promoveerden naar de eredivisie. CSV, Swift Arnhem 2 en Laren degradeerden naar de tweede divisie.
Door de opheffing van HV Seyst nam de herenploeg van Seijst niet meer mee aan de competitie. Hierdoor degradeerde in de eerste divisie B slechts één ploeg naar de tweede divisie.

## Opzet
- De kampioen promoveert rechtstreeks naar de eredivisie (mits er niet al een hogere ploeg van dezelfde vereniging in de eredivisie speelt).
- De twee ploegen die als laatste eindigen, degraderen rechtstreeks naar de tweede divisie (met uitzondering van de eerste divisie B waarbij maar één ploeg degradeert).

## Eerste divisie A

### Teams
| Ploeg          | Plaats      | Provincie     |
| -------------- | ----------- | ------------- |
| Aalsmeer 2     | Aalsmeer    | Noord-Holland |
| Attila         | Utrecht     | Utrecht       |
| BDC            | Soest       | Utrecht       |
| CSV            | Akersloot   | Noord-Holland |
| Dalfsen        | Dalfsen     | Overijssel    |
| de Griffioen   | Wolvega     | Friesland     |
| Jahn II        | Stadskanaal | Groningen     |
| Olympia H      | Hengelo     | Overijssel    |
| OSC            | Amsterdam   | Noord-Holland |
| Sparta '75     | Groningen   | Groningen     |
| Swift Arnhem 2 | Arnhem      | Gelderland    |
| Volendam       | Volendam    | Noord-Holland |

### Stand
| Pos | Club           | Wed | Ptn | Opmerking                         |
| --- | -------------- | --- | --- | --------------------------------- |
| 1   | OSC            | 22  | 39  | Promoveert naar de eredivisie     |
| 2   | Aalsmeer 2     | 22  | 36  |                                   |
| 3   | Volendam       | 22  | 33  |                                   |
| 4   | Jahn II        | 22  | 31  |                                   |
| 5   | BDC            | 22  | 25  |                                   |
| 6   | Olympia H      | 22  | 21  |                                   |
| 7   | Attila         | 22  | 18  |                                   |
| 8   | de Griffioen   | 22  | 16  |                                   |
| 9   | Dalfsen        | 22  | 15  |                                   |
| 10  | Sparta '75     | 22  | 13  |                                   |
| 11  | CSV            | 22  | 12  | Degradeert naar de Tweede divisie |
| 12  | Swift Arnhem 2 | 22  | 5   | Degradeert naar de Tweede divisie |

## Eerste divisie B

### Teams
| Ploeg           | Plaats     | Provincie     |
| --------------- | ---------- | ------------- |
| EDH             | Delft      | Zuid-Holland  |
| Laren           | Laren      | Noord-Holland |
| Loreal          | Venlo      | Limburg       |
| NOAV            | Susteren   | Limburg       |
| Pius X          | Eindhoven  | Noord-Brabant |
| Quintus         | Kwintsheul | Zuid-Holland  |
| Saturnus '72    | Ridderkerk | Zuid-Holland  |
| VGZ/Sittardia 2 | Sittard    | Limburg       |
| Holblox/Swift   | Roermond   | Limburg       |
| Tongelre        | Eindhoven  | Noord-Brabant |
| UDSV            | Utrecht    | Utrecht       |

### Stand
| Pos | Club            | Wed | Ptn | Opmerking                         |
| --- | --------------- | --- | --- | --------------------------------- |
| 1   | Tongelre        | 20  | 35  | Promoveert naar de eredivisie     |
| 2   | Holblox/Swift   | 20  | 34  |                                   |
| 3   | UDSV            | 20  | 22  |                                   |
| 4   | NOAV            | 20  | 21  |                                   |
| 5   | Loreal          | 20  | 20  |                                   |
| 6   | Pius X          | 20  | 17  |                                   |
| 7   | EDH             | 20  | 17  |                                   |
| 8   | Saturnus '72    | 20  | 16  |                                   |
| 9   | VGZ/Sittardia 2 | 20  | 14  |                                   |
| 10  | Quintus         | 20  | 12  |                                   |
| 11  | Laren           | 20  | 10  | Degradeert naar de Tweede divisie |